# All time just
all time just（オール タイム ジャスト）とは、2013年7月17日発表のi-nosのマキシシングル。レコードレーベルは発売元POWER BRAIN ARTISTS。
四輪車・二輪車・汎用製品の研究開発・品質 保証をサポートしているテストプロデュースカンパニー‘オートテクニックジャパン（ATJ）’の公式イメージソング「all time just」を軸とした5曲入りマキシシングル。これまでとは一新したジャケット構成が施されている。

## 収録曲
01. all time just （作詞・作曲・編曲：hotta）
オートテクニックジャパン（ATJ）の公式イメージソングとして制作された。いまの自分たちはこれからの自分たちを生み出すきっかけで、決して間違っていない。必ず訪れる明日を迎えるために、今日をちからいっぱい過ごそうというパワーソング。
02. 永遠と未来へ （作詞・作曲・編曲：hotta）
男女関係なく大切な人を「まもりたい」、「叶えてあげたい」というお互いの気持ちを表した楽曲。
03. stage （作詞・作曲・編曲：hotta）
いまを行くみちと、新たなみちを勇気を持って臨んでほしいという、人生の「ステージ」を歌う楽曲。
04. moonlight （作詞・作曲・編曲：hotta）
シングルのテーマである「前進」に関して、月（moon）のパワーも信じるという楽曲。シングルなのに曲数が多いため、一バリエーションとして収録に至った。
05. あゆむコト （作詞・作曲・編曲：hotta）
日々は単に終わっていくのではなく、明日に向かって過ぎているんだという、上京した頃を思い出させるような懐かしさや、新生活を迎えた人たちの思いを表した楽曲。
※楽曲解説はhottaの公式ブログから抜粋、曲目はCD版を参照した。

## その他
- タワーレコード渋谷店 デイリー総合（2013/07/16）に1位でランクイン。
- タワーレコード全店 総合シングルチャート（2013/07/15 - 2013/07/21）に7位でランクイン。